# Тайбай
Тайба́й (каз. Тайбай) — село у складі Єрейментауського району Акмолинської області Казахстану. Адміністративний центр Тайбайського сільського округу.
Населення — 1092 особи (2021; 1288 у 2009, 1401 у 1999, 1699 у 1989).
Національний склад станом на 1989 рік:
- казахи — 31 %;
- українці — 28 %;
- росіяни — 23 %.

До 2007 року село називалося Звенигородка.